# Tom & Jerry – Der Zauberring
Tom & Jerry – Der Zauberring ist ein US-amerikanischer Zeichentrickfilm von James T. Walker aus dem Jahr 2002. Er gehört zum Tom und Jerry-Franchise.

## Handlung
Tom lebt in einem gruseligen, alten Haus bei dem Zauberer Chip. Wie immer jagt er seinen Erzfeind Jerry durch das ganze Haus und stiftet mehr Schaden als Nutzen. Chip ist derweil beschäftigt einen besonderen Trank zu brauen. Das Experiment geht jedoch schief, da er die falsche Milch verwendet hatte. Bevor er sich in den Laden aufmacht, befiehlt er Tom auf den magischen Ring aufzupassen. Sollte er dabei genauso versagen, wie bei der Mäusejagd, würde er ihn rausschmeißen.
Als Jerry die Küche erkundet findet er auch den Ring. Durch einen unglücklichen Zufall landet er auf seinem Kopf wie eine Art Krone, doch Jerry bekommt ihn nicht ab. Tom entdeckt dies und zunächst versuchen sie gemeinsam den Ring zu entfernen. Doch Tom wird ungeduldig und so beginnt eine Verfolgungsjagd durch die ganze Stadt, an der sich immer mehr Charaktere beteiligen, darunter Spike, Butch, eine Straßenkatze und ein kleiner Junge. Jerry findet schnell heraus, das der Ring magische Fähigkeiten hat und nutzt diese zu seinem Vorteil.
Am Ende friert er alle Verfolger ein und wird endlich den Ring los. Dieser landet nun aber auf Toms Finger. Als der Zauberer heimkehrt hält er Tom für den Dieb und schmeißt ihn raus. Dabei verliert Tom den Ring und seine Verfolger tauen auf und jagen ihn weiter. Jerry wird der neue Helfer von Chip.

## Synchronisation
| Figur             | Sprecher (englisches Original) |
| ----------------- | ------------------------------ |
| Tom, Droopy, Joey | Jeff Bennett                   |
| Jerry             | Frank Welker                   |
| Chip              | Charlie Schlatter              |
| Butch             | Jim Cummings                   |
| Junge             | Maile Flanagan                 |
| Polizist          | Jess Harnell                   |
| Spike/Katze       | Maurice LaMarche               |
| Margaret/Mom      | Tress MacNeille                |
| Nibbles           | Tara Strong                    |
| Freddie           | Billie West                    |

## Hintergrund
Der Film war ursprünglich für 2001 angekündigt, erschien jedoch erst am 12. März 2002 als Direct-to-Video-Premiere. Begleitet wurde die Veröffentlichung von einem Videospiel für den Game Boy Advance. In Deutschland erschien die DVD-Version am 18. April 2002. Eine zweite Auflage folgte am 26. September 2008.

## Rezeption
Die Filmzeitschrift Cinema bewertete den Film positiv: „Früher waren die Abenteuer von Tom & Jerry deutlich destruktiver. Aber auch diese digital getrickste Neuauflage erreicht dank Witz und Tempo ihr Publikum.“ Das Lexikon des internationalen Films urteilte dagegen: „Uninspirierter Zeichentrickfilm mit den beiden Cartoon-Helden von William Hanna und Joseph Barbera.“